# أبو عبد الله السنبسي
أبو عبد الله محمد بن خليفة بن حسين النميري السنبسي العراقي (؟؟؟ - 515هـ/1121-1122م) هو شاعر عربي من مدينة هيت العراقيَّة عاش بين القرنين الخامس والسادس الهجريين.

## سيرته
لا يُعرَف الكثير عن تفاصيل حياته الأوليَّة، سوى أنَّه ولِدَ في مدينة هيت على ضفة نهر الفرات في عائلة تعود أصولها من جهة الأب إلى قبيلة نمير ومن جهة الأم إلى قبيلة طيء. اشتهر السنبسي في مدينة الحلة شاعراً في صفِّ سيف الدولة أبي الحسن صدقة بن منصور، أمير بادية العراق من بني مزيد، فلمَّا قُتِل سيف الدولة في 501هـ تولَّى ابنه دبيس الإمارة، فحاول السنبسي التقرُّب منه فخاب ظنُّه، فغادر الحلة إلى بغداد، وتوطَّدت علاقته هناك مع جلال الدين الحسن بن علي بن صدقة، وكان وزيراً في خلافة المسترشد، فأجزل عطاءه. تُوفِّي أبو عبد الله السنبسي في سنة 515هـ في مدينة بغداد.